# هيروكي كيشيدا
هيروكي كيشيدا (باليابانية: 岸田 裕樹) (7 يونيو 1981 في إتامي في اليابان – )؛ هو لاعب كرة قدم ياباني سابق كان يلعب كمهاجم.

## وصلات خارجية
- هيروكي كيشيدا على موقع رابطة كرة القدم اليابانية للمحترفين (اليابانية)
- هيروكي كيشيدا على موقع قاعدة بيانات كرة القدم.إي يو (الإنجليزية)
- هيروكي كيشيدا على موقع Soccerway.com (الإنجليزية)
- هيروكي كيشيدا على موقع عالم كرة القدم.نت (الإنجليزية)